# Anhinga
Az Anhinga a madarak (Aves) osztályának szulaalakúak (Suliformes) rendjébe, ezen belül a kígyónyakúmadár-félék (Anhingidae) családjába tartozó nem.

## Rendszertani besorolásuk
2014-ben Jarvis és társai alaktani- és DNS-vizsgálatok végeztek a mai madarak körében; felfedezésüket a „Whole-genome analyses resolve early branches in the tree of life of modern birds” (A genom teljes vizsgálata meghatározza a modern madarak családfájának a korai ágait) című írásban adták ki. Ennek a nagymértékű kutatásnak a következtében, az Ornitológusok Nemzetközi Kongresszusánnak (International Ornithological Congress) jóváhagyásával ezt a madárnemet kivették a gödényalakúak (Pelecaniformes) rendjéből és áthelyezték az újonnan létrehozott szulaalakúak rendbe.

## Előfordulásuk
Az Anhinga-fajok főleg a trópusokon és a szubtrópusokon, Amerikában, Afrikában, Ázsiában és Ausztráliában élnek.

## Megjelenésük
Nagy méretű vízi madarak, testhosszuk 81–97 centiméter, testtömegük 1060–1350 gramm, szárnyfesztávolságuk átlagosan 120 centiméter. Megjelenésük nagyon hasonló a kormoránokéhoz, de hosszú, hegyes csőrükkel és S alakú, ívelt nyakukkal a gémfélékhez hasonlítanak. Az erős nyaki izmok lehetővé teszik, hogy a madarak könnyebben vadásszanak. Amikor a hal "lőtávolban" van, a kígyónyakúmadár feje úgy pattan ki, mint egy kígyóé, amely marni készül. A nyak villámgyors mozdulata meglepi a halat, amelyet szigonyként fúr át a csőr, vagy szorít a két káva közé. A fej úgy vágódik előre, mint egy acélrugó. Maga a mechanizmus a nyolcadik nyakcsigolyán alapszik, amely ilyenkor kiegyenesedik, és előrelendíti a fejet. Felső tollazatuk fekete és fehér vagy világosbarna csíkos. A nemek egyenlő nagyságúak, de a tojók tollazata világosabb, és a hímek csőre hosszabb, mint a tojóké. A fiatalok tollazata hasonlít a felnőttekéhez, de sápadtabb színű. Szárnyaik szélesek, és lehetővé teszik a leszálláskor a hosszú siklást. Lábujjaik között úszóhártyák találhatóak, és elég esetlenül mozognak a szárazföldön. Úszásuk hasonlít a kormoránokéhoz.

## Életmódjuk
A kígyónyakúmadarak viselkedése hasonló a kormoránokéhoz. Táplálékuk halakból, hüllőkből, kétéltűekből, kagylókból, rovarokból és férgekből áll. A sikerült fogás után a kígyónyakú madár felveti a fejét, hogy a hal lerepüljön róla, és elegánsan a levegőben kapja el, mindig úgy, hogy a hal feje lefelé néz. A madár már fiatal korában gyakorolja a zsonglőrködést fadarabokkal. Mivel tollazata kevésbé víztaszító, ezért ha egy időt a vízben töltött, ki kell jönnie megszáradni. Kiül egy faágra és napozik.

## Szaporodásuk
Nem telepekben fészkelnek, de előfordul, hogy néhány pár kicsi csapatba szegődve fészkel. Párjukat egyszer választják ki és egész életükben azzal vannak. Fészküket gallyakból és levelekből készítik. Fészekaljuk 2–6 tojásból áll, melyet 25–30 nap alatt költenek ki.

## Rendszerezés
A nembe az alábbi 4 élő faj tartozik:
- amerikai kígyónyakúmadár (Anhinga anhinga) (Linnaeus, 1766) - típusfaj
- feketehasú kígyónyakúmadár (Anhinga melanogaster) (Pennant, 1769)
- ausztrál kígyónyakúmadár (Anhinga novaehollandiae) (Gould, 1847)
- afrikai kígyónyakúmadár (Anhinga rufa) (Daudin, 1802)

### Fosszilis fajok
Az alábbi lista a fosszilis fajokat foglalja magába:
- Anhinga walterbolesi Worthy, 2012 (késő oligocéntól kora miocénig; Közép-Ausztrália
- Anhinga subvolans (Brodkorb, 1956) (kora miocén; Thomas Farmja, USA) – korábban a Phalacrocorax nembe sorolták[6]
- Anhinga cf. grandis (középső miocén; Kolumbia –? késő pliocén; Dél-Amerika)[7]
- Anhinga sp. (Sajóvölgyi középső miocén; Mátraszőlős, Magyarország) – A. pannonica?[8]
- „Anhinga” fraileyi Campbell, 1996 (késő miocén –? kora pliocén; Dél-Amerika) – meglehet, hogy valójában Macranhinga[9]
- Anhinga pannonica Lambrecht, 1916 (késő miocén; Közép-Európa? és Tunézia, Kelet-Afrika, Pakisztán és Thaiföld –? Sahabi kora pliocén korszaki Líbia)[10]
- Anhinga minuta Alvarenga & Guilherme, 2003 (Solimões késő miocén/kora pliocén; Dél-Amerika)[11]
- Anhinga grandis Martin & Mengel, 1975 (késő miocén; –? késő pliocén; USA)[12]
- Anhinga malagurala Mackness, 1995 (Allingham kora pliocén; Charters Towers, Ausztrália)[13]
- Anhinga sp. (kora pliocén; Bone Valley, USA) – A. beckeri?[14]
- Anhinga hadarensis Brodkorb & Mourer-Chauviré, 1982 (késő pliocén/kora pleisztocén; Kelet-Afrika)[15]
- Anhinga beckeri Emslie, 1998 (kora-késő pleisztocén; Délkelet-USA)[14]

## Fordítás
- Ez a szócikk részben vagy egészben  a   Schlangenhalsvögel című német Wikipédia-szócikk fordításán alapul.  Az eredeti cikk szerkesztőit annak laptörténete sorolja fel. Ez a jelzés csupán a megfogalmazás eredetét és a szerzői jogokat jelzi, nem szolgál a cikkben szereplő információk forrásmegjelöléseként.
- Ez a szócikk részben vagy egészben  a   Darter című angol Wikipédia-szócikk ezen változatának fordításán alapul.  Az eredeti cikk szerkesztőit annak laptörténete sorolja fel. Ez a jelzés csupán a megfogalmazás eredetét és a szerzői jogokat jelzi, nem szolgál a cikkben szereplő információk forrásmegjelöléseként.